# جون د. ستيوارت
جون د. ستيوارت (بالإنجليزية: John D. Stewart)‏ هو قاضي ومحامي وسياسي أمريكي، ولد في 2 أغسطس 1833 في الولايات المتحدة، وتوفي في 28 يناير 1894 في الولايات المتحدة. حزبياً، نشط في الحزب الديمقراطي. وقد انتخب عضو مجلس نواب جورجيا وانتخب عضو مجلس النواب الأمريكي.